# Битва за Кокоду
Битва за Кокоду або Битва за Кокодський шлях (англ. Kokoda Track campaign або Kokoda Trail campaign) — військова кампанія, яка була частиною Тихоокеанського театру бойових дій Другої світової війни. Кампанія складалася з цілого ряду битв між липнем і листопадом 1942 року між японськими військами та Союзниками, переважно австралійськими військами, на території Папуа в Новій Гвінеї. Після висадки в Буна-Гоні, на північному узбережжі Нової Гвінеї в ніч на 22 липня, японські війська спробували просунутися на південь суходолом через хребет Оуен Стенлі та захопити Порт-Морсбі, головну військово-морську базу, що стояла на шляху завоювання Австралії. Спочатку австралійці мали обмежений військовий контингент в даній місцевості, тому були не взмозі чинити опір японським військам під командуванням генерал-майора Томітаро Хорії та змушені були відступати з 22 липня до Кокоди. Після нічного бою 28-29 липня австралійці знову змушені були відступати.
До 23 серпня австралійцям надійшло підкріплення: 51-й батальйон із 30-ї бригади під командуванням Селвіна Портера та 21 бригада під командуванням Арнольда Поттса. Незважаючи на невелику кількість своїх сил, австралійці зіткнулися з проблемою забезпечення військовослужбовців провіантом і щоб зняти навантаження на поставки відправили 39-й батальйон в тил. Японці постійно вели наступальні дії змушуючи австралійців відступати. Через це лінії постачання японських підрозділів все більше розтягувалися та створювалися проблеми з поставками провіанту та боєприпасів, в той час як австралійська оборона ставала більш організованою. Незважаючи на це, ефективність австралійських підрозділів була невисокою через виснаження та хвороби від ведення бойових дій в складних кліматичних та географічних умовах.
10 вересня Поттс передав командування австралійськими підрозділами Портеру. Наступного дня японці розпочали невдалий наступ, оскільки австралійці почали отримувати нові підкріплення, в тому числі досвідчену 7-у дивізію з Австралії під командуванням генерал-майора Артура Аллена. 25-а бригада під командуванням Кеннета Ізера зайняла передові позиції 14 вересня. Важкі бої продовжувалися наступного тижня, проте австралійці змушені були знову відступити до Порт-Морсбі. Після невдач японців на Гуадалканалі та зважаючи на значний відрив передових позицій від ліній постачання, Хорії змушений був перейти від наступальних дій до оборони. З 24 вересня японці під натиском австралійських військ почали відступати і до 2 листопада відійшли до Кокоди. Крім того, бойові дії тривали в листопаді і грудні, коли австралійські та американські війська атакували японців під Буна-Гона.

## Передумови

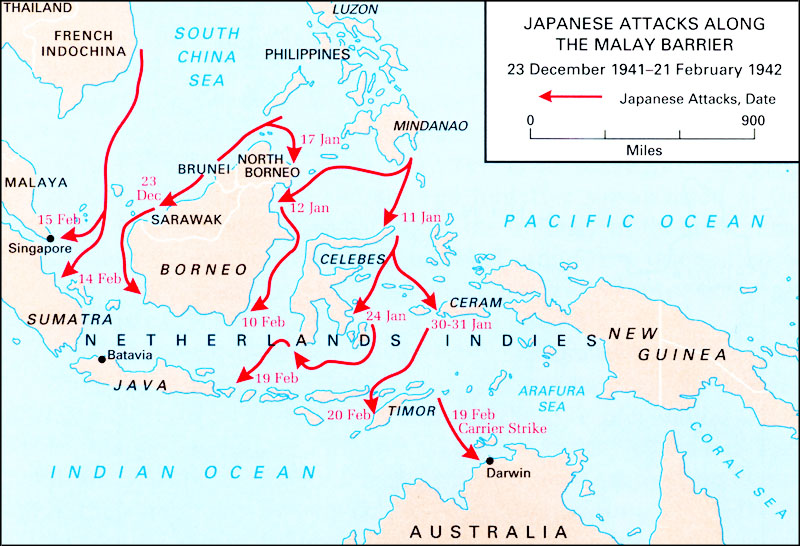
Японські атаки вздовж Малайського бар'єру 23 грудня 1941 — 21 лютого 1942.

Після захоплення японцями Сингапуру, австралійці почали побоюватися японського вторгнення на материкову частину Австралії. Австралійці були погано підготовлені, щоб протистояти вторгненню. Королівським ВПС (RAAF) не вистачало сучасних літаків, а Королівський австралійський військово-морський флот (RAN) був занадто малим та нездатним протистояти Імператорському флоту Японії. Крім того австралійська армія не мала достатнього досвіду ведення бойових дій і їй не вистачало мобільності. Тому зважаючи на загрозу вторгнення назад в Австралію з Близького Сходу була перекинута 2-а австралійська армія, а австралійський уряд звернувся за допомогою до США. Прем'єр-міністр Великої Британії Вінстон Черчилль намагався повернути 6-у і 7-у австралійські дивізії до Бірми, коли вони були на шляху до Австралії, але прем'єр-міністр Австралії Джон Кертін відмовився дати на це згоду. Як компроміс, дві бригади 6-ї дивізії висадилися на Цейлоні для формування гарнізону острова, проте вже в серпні 1942 року вони повернулися до Австралії. Загроза японського вторгнення призвела до значного збільшення кількості та покращення якості збройних сил Австралії. До середини 1942 року армія налічувала десять піхотних дивізій, три танкові дивізії та сотні інших підрозділів. Були збільшені RAAF і RAN, хоча для їх модернізації необхідні були роки.

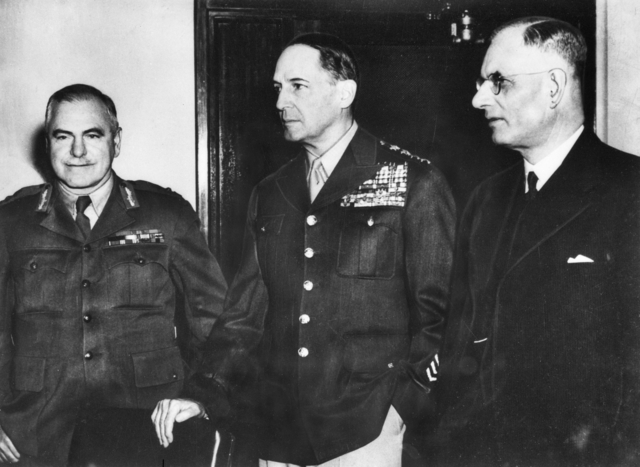
Макартур з Блеймі та прем'єр-міністром Кертісом в березні 1942

Тим часом японці прагнули захопити базу Порт-Морсбі для подальшого блокування Австралії, щоб запобігти її використанню Союзниками як опорного пункту для військових операцій. Порт-Морсбі як військово-морська база давав би можливість японцям завдавати ударів по північних та східних районах Австралії, в тому числі по прибережній зоні Мельбурн-Сідней-Брисбен, найбільш густонаселеному та промисловому регіону Австралії. Японці могли б також контролювати важливий маршрут між Тихим і Індійським океанами та відрізати австралійців від американських ліній постачання. Японці запланували вторгнення в Австралію на початку 1942 року, але вирішили цього не робити. Замість цього в березні 1942 року японські військові прийняли план ізоляції Австралії від США, захопивши Порт-Морсбі в Новій Гвінеї, Соломонові острови, Фіджі, Самоа та Нову Каледонію. Перша спроба захопити Порт-Морсбі за допомогою морського десанту провалилася в травні 1942 року битвою в Кораловому морі. Місяць потому, більша частина японського авіаносного флоту була знищена в битві за Мідвей, що призвело до подальшого скорочення масштабних десантних операцій японців в південній частині Тихого океану. Тому японці сконцентрувалися на захоплені Порт-Морсбі через хребет Оуен Стенлі.
Шукаючи способи протидії японському просуванню в південній частині Тихого океану, Верховний головнокомандуючий Об'єднаними збройними силами в південно-західній частині Тихого океану генерал Дуглас Макартур ухвалив рішення створити сили Союзників в Новій Гвінеї, щоб використовувати їх для наступу проти головної японської бази в Рабаулі. Усвідомлюючи небезпеку висадки ворога в Буні, яка може загрожувати Кокоді і Порт-Морсбі, Макартур попросив командуючого сухопутними силами Союзників Томаса Блеймі запропонувати план захисту Буни та Кокоди. У свою чергу, Блеймі наказав генерал-майору Базелю Морісу, командуючому сухопутними силами Союзників в Новій Гвінеї, підготуватися до протистояння з японцями. Моріс наказав 39-у батальйону передислокуватися до Кокоди. Частина 39-го батальйону залишилася на хребті Оуен Стенлі для налагодження комунікацій між Порт-Морсбі та передовими підрозділами австралійської армії.
Кокодський шлях проходить через найскладнішу та найізольованішу місцевість в світі, сягає висоти 2 250 м (7 380 футів) над рівнем моря поблизу гори Белламі, та поєднує в собі клімат жарких вологих днів та холодних ночей, злив та тропічних хвороб, таких як малярія. Шлях можливо було подолати лише пішки, що сильно впливало на логістику та тип бойових дій.

## Японська висадка
Японці захопили північну частину Нової Гвінеї на початку року, а також висадилися 21 липня 1942 року в Буні. Перший військовий контакт австралійців з японцями на Новій Гвінеї відбувся з папуаським піхотним батальйоном, який складався з корінних жителів острова.
Японські спроби створити плацдарм в Буні наштовхнулися на протидію авіації Союзників. 29 липня був потоплений один із транспортів японців, хоча більшість військових змогла дістатися берега. Іншому конвою довелося повернути назад 31 липня. Проте, вже 14 серпня конвой під командуванням Гун'їті Мікави, під прикриттям японських винищувачів «А6М Зеро», висадив в Буні 3 000 японських, корейських та тайванських військових з 14-го та 15-го будівельних підрозділів. 17 серпня в Буні висадилися 5-й батальйон морського десанту, 144-й полк під командуванням підполковника Хатсуо Цукамото, 55 підрозділ гірської артилерії, кавалерійський підрозділ та інші допоміжні підрозділи під загальним командуванням полковника Йосуке Йокояма. 21 серпня прибули ще два батальйони 41-го полку. Йокояма наказав Цукамото захопити злітно-посадкову смугу в Кокоді та провести розвідку боєм по Кокодському шляху.

## Хід битви

### Перша битва за Кокоду
Перше бойове зіткнення сталося 23 липня коли невеликий загін під командуванням майора Вільяма Вотсона зустрів японців. Змушені відступати солдати Вотсона зайняли позиції за річкою Кімусі, зруйнувавши місток, який вони перейшли. Коли капітан Сем Темплтон отримав звістку про висадку японців, він надіслав взвод солдатів на допомогу Вотсону. Коли японські морські піхотинці почали переправлятися через річку, австралійці змушені були відступити. Австралійці відступили на декілька миль та зробили засідку. При подальшому просуванні японці попали в засідку та втратили 15 осіб вбитими. Проте, в меншості, австралійці були не в змозі зупинити наступ та змушені були продовжувати відступати.

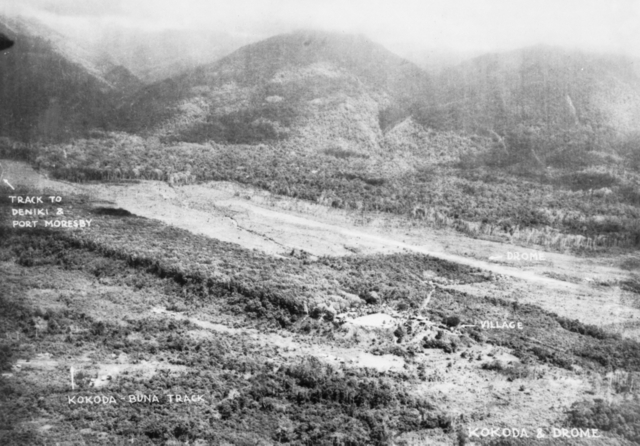
Селище Кокода та аеродром в липні 1942 року

Вранці 26 липня на підкріплення прибули 32 військовослужбовці 39-го батальйону, яких спрямували на підсилення підрозділів в Ойві. Приблизно в цей же час японські війська атакували австралійців, що перебували в Ойві. Незважаючи на неодноразові лобові та флангові атаки, протягом шести наступних годин, японці не змогли прорвати оборону. До 17:00 підкріплення ще не прибуло в Ойві, тому Темплтон направився назустріч підкріпленню, щоб попередити їх, що вони можуть зіткнутися з японськими військами між ними і своєю позицією. Проте, Темплтон зустрівся з японцями і вони його вбили.
Командування прийняв на себе Вотсон. Залишки австралійських військових підрозділів організували оборону злітно-посадкової смуги в Кокоді та сподівалися на вчасне прибуття підкріплення, оскільки японці значно переважали в кількісному відношенні австралійських військових. Оуен зв'язався з Порт-Морсбі по радіо з вимогою підкріплення. Незабаром два транспортних літаки з'явилися над головою австралійців, з підкріпленням з 39-го батальйону. Проте, зробивши кілька кіл над злітно-посадковою смугою, вони повернулися в Порт-Морсбі без посадки.
О 02:00 29 липня японці почали наступ на аеродром, поливаючи його захисників інтенсивним кулеметним та мінометним вогнем перед початком атаки. Після захоплення позицій японцями Вотсон наказав своїм підрозділам відійти до Денікі. Після захоплення злітно-посадкової смуги, японці зупинили переслідування австралійців.
Хоча захисники аеродрому були погано навчені, поступалися японцям забезпеченням, проте, відповідно до захоплених документів, японці вважали, що перемогли сили близько 1200 осіб, коли, насправді, вони зустріли опір лише 77 австралійських військових. Захоплення злітно-посадкової смуги в Кокоді давало японцям стратегічну перевагу в постачанні військ, а також відкривало можливість повномасштабного наземного нападу на Порт-Морсбі. 10-тисячному контингенту японської армії, в який входили підрозділи з 20-ї дивізії, 51-ї та 18-ї армій під командуванням генерал-майора Томітаро Хорії було поставлене завдання захопити Порт-Морсбі.

### Австралійські підкріплення
Втрата злітно-посадкової смуги в Кокоді змусило австралійське командування направити підкріплення 39-у батальйону, які складалися з 49-го і 53-го батальйонів 30-ї бригади. В Порт-Морсбі були лише два транспортні літаки, кожен з яких здатен був перевозити лише 20 солдатів за один переліт. Майору Алану Камерону, командиру 30 бригади, було наказано відбити аеродром в Кокоді, щоб дати можливість літакам підвозити підкріплення. В перший тиждень серпня підкріплення прибуло в Декіті і тепер контингент австралійців складався з 33 офіцерів та 443 військовослужбовців 39-го батальйону, восьми австралійців та 35 місцевих, які входили до батальйону поліції, а також 2 офіцери та 12 інших членів новогвінейської австралійської адміністрації, тобто загалом 533 військовослужбовця.
9 серпня 1942 року до Порт-Морсбі зі штабу корпусу прибув Сідні Роуел. Він прийняв на себе командування військовими підрозділами в Новій Гвінеї з 12 серпня. Блеймі наказав генерал-майору Артуру Аллену, ветерану австралійської 7-ї дивізії, яка воювала на Близькому Сході, передислокуватися на Нову Гвінею. 18-й бригаді було наказано висадитися в затоці Мілн, а 21-й та 25-й бригаді — в Порт-Морсбі. 21 бригада під командуванням бригадира Арнольда Потса першою прибула в Порт-Морсбі. Вона складалася з 2/14, 2/16 і 2/27 батальйонів. 2/14 відразу почав рух на північ по Кокодському шляху для підкріплення передових підрозділів, а 2/16 — через два дні. Батальйону 2/27 було доручено теж рухатися по Кокодському шляху, але після висадки японських десантів в бухті Мілн цей батальйон було переведено в резерв та залишено в Порт-Морсбі.

### Повітряні операції
Порт-Морсбі був єдиним портом завдяки якому відбувалася підтримка військових операцій в Папуа, тому його захист мав вирішальне значення для кампанії. ППО складалася з винищувачів Р-39 і Р-40. Радар RAAF не міг забезпечити повноцінне виявлення японських літаків, проте, у вересні прибуло американське обладнання, яке дозволило значно покращити виявлення літаків противника. Японські бомбардувальники часто прилітали в супроводі винищувачів, які могли підійматися на висоту 30 000 футів (9 100 м), винищувачі Р-39 і Р-40 не могли підійматися вище, тому не мали перевагу в повітряному бою. Захист Порт-Морсбі обійшовся Союзникам дуже дорого. До червня, близько 20-25 одиниць Р-39 були втрачені в боях, ще три були знищені на землі, і вісім були втрачені при аварійних посадках. Вирішальну роль в захисті відіграла зенітна артилерія. Артилеристи отримали значний досвід; станом на 17 серпня 1942 року на Порт-Морсбі 78 разів здійснювався наліт японської авіації. Збільшення професіоналізму та влучності зенітної артилерії змусило японських бомбардувальників підніматися на більшу висоту, що, в свою чергу, зменшувало влучність, а починаючи з серпня 1942 року взагалі робити авіанальоти вночі.
Хоча літаки RAAF PBY Catalina та Lockheed Hudson базувалися в Порт-Морсбі, через постійні авіанальоти японських бомбардувальників, такі літаки, як B-17s, B-25 Mitchell та B-26 Marauder змушені були базуватися в Австралії. Це призводило до сильної втоми льотних екіпажів. У зв'язку з відсутністю доктрини у ВПС США з питань супроводу бомбардувальників далекої дії, були понесені значні втрати при бомбардуванні Рабаулу. Літаки, які базувалися в Порт-Морсбі та в затоці Мілн постійно заважали японцям висаджувати свої підкріплення в Буні. По мірі просування японських сухопутних сил до Порт-Морсбі, союзні ВПС почали атакувати японські лінії постачання на Кокодському шляху.

### Бої за Кокодський шлях
Після прибуття 39-го батальйону Кемерон вирішив перемістити позиції та пройшов по Кокодському шляху протягом 3-х годин від Деніки. З 06:30 до 08:00 три підрозділи залишили Деніки. Підрозділ «А» капітана Ноеля Саймінгтона досяг Кокоди та захопив селище. Підрозділ «D» зіткнувся з японськими військами та провів день у важких боях, постійно змінюючи позицію. Після настання сутінок підрозділ «D» почав відступ, який тривав два дні. Підрозділ «С» потрапив у засідку переважаючих сил противника. Після того як їх командир був вбитий, підрозділ намагався під шквальним вогнем вийти з оточення, проте, не зміг цього зробити до ночі. Наступного дня о 10:00 двоє поліцейських папуасів прибули до Денікі та повідомили Кемерону про захоплення Кокоди і що австралійські підрозділи очікують підкріплення та припаси. Кемерон зв'язався з Порт-Морсбі. там йому повідомили, що підкріплення не надішлють через погані погодні умови.
Розібравшись з підрозділами «С» і «D» підполковник Цукамото сконцентрував свої війська проти підрозділу «А». Зранку 9 серпня японці неодноразово атакували сили капітана Симінгтона в Кокоді, бої також тривали вночі, коли японці змогли проникнути в австралійський периметр. Бої тривали до самого ранку. Спроба висадити підкріплення з 49-го батальйону провалилася, оскільки екіпаж літака не зміг встановити в чиїх руках знаходиться злітно-посадкова смуга. До кінця дня у австралійців майже не залишилося боєприпасів та продовольства. Близько 19:00 Сімінтон наказав відступати від Кокоди. Увійшовши до селища Наро, він відправив місцевого жителя до Денікі за допомогою. Прапорщик Вілкінсон зголосився очолити невеликий патруль для допомоги своїм військам. Вілкінсон досяг Наро та провів залишки підрозділу «А» повз японців, з'єднавшись із рештою 39-го батальйону 13 серпня.

#### Битва за Ізувару

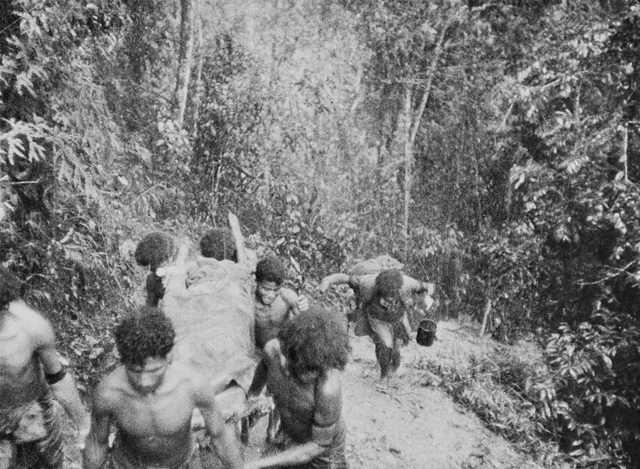
Папуаські носії евакуюють австралійських солдатів 30 серпня 1942

На 26 серпня Хорії мав в своєму розпорядженні близько 2 500 японських військовослужбовців, проти 39-го батальйону. 16 серпня командування австралійськими військами прийняв підполковник Ральф Гонер, в підпорядкуванні якого знаходилися 49-й і 53-й батальйони загальною чисельністю близько 400 осіб. Японці почали обстрілювати захисні позиції австралійців з гірських гармат та мінометів. Японська розвідка виявила дорогу в обхід Ізувари, яку захищав 53-й батальйон. Поки австралійці робили передислокацію своїх підрозділів, японці збільшили свій контингент до 5 000 осіб.
Японська тактика не зазнала змін від початку кампанії — лобові атаки, а також захід з флангів, щоб відрізати супротивника з тилу. На світанку 27 серпня австралійці, що захищають Ізувару, були обстріляні з гірських гармат, мінометів та кулеметів, також японці зробили декілька атак на лінії оборони 39-го батальйону. В результаті відбувся прорив оборони, але розгортання батальйону 2/14 дозволило відновити австралійський периметр оборони до настання темряви. На правому фланзі, де позиції захищав 53-й батальйон, ситуація була критичною. Атакувавши австралійців, японцям вдалося потрапити в середину оборонного периметру та вбити декількох офіцерів, в тому числі, командира, підполковника Кеннета Ворда. В результаті цього прориву стало неможливо координувати дії австралійських підрозділів і 53-й батальйон почав відступати. Поттс змушений був направити батальйон 2/16 для того аби утримати позиції.
28 серпня бойові дії тривали вздовж центральної частини австралійського периметру оборони і по флангам. Японське командування, розуміючи, що австралійці отримали підкріплення, вирішило перекинути в бій з резерву два батальйони. Наступного дня японці атакували шістьма батальйонами поливаючи позиції австралійців кулеметним вогнем. У австралійців майже закінчилися боєприпаси і японці створили загрозу прориву та оточення їх позицій. Поттс наказав 39-у та 53-у батальйонам відступати по дорозі до Порт-Морсбі.

#### Від Ізувари до Брідж Хілл
Підходящої місцевості для оборони за Ізуварою не було. Тому Поттс продовжував відступати досягнувши 30 серпня струмка Еора, 2 вересня Темплтона, а 5 вересня Ефогі.

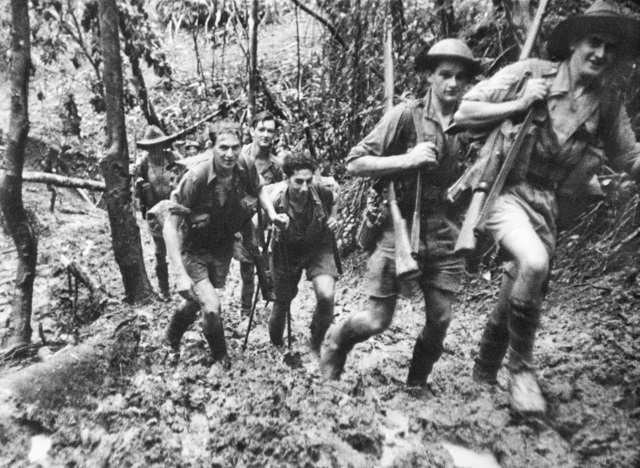
39-й батальйон відступає після битви за Ізувару

Відступаючі солдати, папуаські носильники та поранені одразу заполонили шлях, перетворивши його на суцільну багнюку. Полковник Кінгслі Норріс доповідав в штаб 7-ї дивізії про катастрофічну нестачу носилок для перенесення поранених. Через велику кількість поранених перехід до Ефогі був для австралійців дуже складним. Також була ускладнена доставка продовольства, тому штабом було ухвалене рішення про авіапоставки продовольства скиданням з літаків в місцях розташування австралійських військ.
Поттс запросив підкріплення, яке повинне було складатися із 2/27 батальйону. Проте, в зв'язку із ситуацією в затоці Мілн, Макартур утримував цей підрозділ в резерві. Аллен наказав Поттсу створити передову базу постачання військових підрозділів для використання її в майбутньому при новому наступі японців.

## Виноски
1. ↑  Японські військові документи, перекладені в 2010 році показали, що Темплтон був поранений і захоплений живим. Під час допиту він сказав японцям, що 80 000 австралійських військ висадилися в Порт-Морсбі та будуть просуватися по Кокодському шляху. Насправді, австралійці висадили не більше 1 000 військових, доступних для захисту Порт-Морсбі, тому документи свідчать про те, що, можливо, саме показання Темплтона спричинили уповільнення просування японських військ на початковій стадії операції. Темптона вбили ударом меча в живіт.
2. ↑  Існує невідповідність між джерелами про причини, чому американські пілоти не приземлилися. Keogh стверджує, що їм було наказано повернутися на базу, оскільки там не знали чи тримають австралійці ще злітно-посадкову смугу під контролем (див. Keogh, 1965, ст. 176). Brune стверджує, що пілоти відмовилися посадити літаки через побоювання, що японці нападуть, перш ніж вони зможуть злетіти. За словами одного з очевидців пілоти відмовлялися посадити літаки, незважаючи на запити лейтенанта Ловела, хоча вони могли чітко бачити, що 39-й батальйон все ще утримував аеродром (див. Brune, 2003, ст. 102,103).
3. ↑  Військам катастрофічно не вистачало постачання. На 533 військовослужбовця було лише 70 ковдр. Було дуже мало змінного одягу та взуття, військовослужбовці були вдягнуті в камуфляжну форму пустельного типу, яка не підходила для джунглів. Мінімальна вага, яку переносила кожна людина була 18 кг плюс вага гвинтівки.